# Lotta Kemppinen
Lotta Kemppinen (née le 1er avril 1998 à Helsinki) est une athlète finlandaise spécialiste des épreuves de sprint.

## Biographie
Elle détient le record du 60m de Finlande avec un temps de 7 s 16 établit en février 2021.  
Elle devient vice-championne d'Europe du 60 m lors des championnats d'Europe en salle 2021 à Toruń, en Pologne. 

## Palmarès
| Date | Compétition                       | Lieu        | Résultat     | Épreuve | Marque  |
| ---- | --------------------------------- | ----------- | ------------ | ------- | ------- |
| 2015 | Championnats d'Europe par équipes | Tcheboksary | 12e (séries) | 100 m   | 12 s 11 |
| 2015 | Championnats d'Europe par équipes | Tcheboksary | 12e          | 4×100 m | 45 s 06 |
| 2015 | Championnats d'Europe juniors     | Eskilstuna  | Demi-finale  | 100 m   | 12 s 13 |
| 2019 | Championnats d'Europe espoirs     | Gävle       | 6e           | 100 m   | 11 s 59 |
| 2019 | Championnats d'Europe par équipes | Bydgoszcz   | 10e          | 4×100 m | 44 s 38 |
| 2021 | Championnats d'Europe en salle    | Toruń       | 2e           | 60 m    | 7 s 22  |

## Records
| Épreuve | Performance | Lieu      | Date            |
| ------- | ----------- | --------- | --------------- |
| 60 m    | 7 s 16 (NR) | Jyväskylä | 20 février 2021 |
| 100 m   | 11 s 20     | Kuortane  | 22 juin 2024    |